# Варламов, Руслан Валерьевич
Варламов Руслан Валерьевич (р. 6 июля 1970, Харьков) — украинский живописец, преподаватель живописи.

## Биография
В 2002 году окончил Харьковское Художественное училище.
С 1994 г. — участник многих всеукраинских, областных и групповых выставок.
Работы находятся в частных коллекциях в Украине и за рубежом.
В 2006 году стал победителем в международной выставке «Корабли и море» в Харьковской галерее «Маэстро».
Работает в области станковой живописи, основной материал — масло. Преобладают жанры романтического пейзажа и натюрморта, также пишет портреты. В вопросе направления художественной школы сам Р. Варламов ранние работы связывает с академическим стилем, а новые — с импрессионизмом.